# 이인수 (조선)
이인수(李仁壽: 생몰년 미상)는 태조 대의 요리사(숙수)이다.

## 이력
1392년(태조 1)에 상의중추원사(商議中樞院事)로 있을 때 문하부 낭사에서 파직을 요청했지만, 태조는 그가 병권(兵權)·정권(政權: 실록 원문에는 정병(政柄))을 잡지 못하도록 하고 사옹(司饔: 조선 때 대궐에서 쓸 음식을 만들던 사람)을 주관하게 한 사실을 들어 문하부 낭사의 요청을 받아들이지 않았다.
같은 해에 원종공신에 들어갔는데, 태조 이성계를 따랐던 것을 인정받았기 때문이었다.
1398년(태조 7)에 도당 옆방에서 바둑을 두었다는 까닭으로 탄핵당하기도 했다.
태종 이방원과 함께 사리전을 준공하기도 했다.

## 참고자료
- 《태조실록》
- 《태종실록》